# Edwin Mendoza Manchego
Edwin Ower Mendoza Manchego es un abogado, profesor y político peruano. Fue alcalde del distrito de Torata entre 1999 y 2002.

## Biografía
Nació en Moquegua, Perú, el 12 de agosto de 1960, hijo de Hugo Mendoza Vargas y Dianira Manchego Castro. Cursó sus estudios primarios y segundarios en su ciudad natal terminando estos últimos en el Colegio Nacional Simón Bolívar. Entre 1982 y 1985 cursó estudios técnicos de educación en el Instituto Superior Pedagógico Mercedes Cabello de Carbonera de esa ciudad y, entre 1993 y 1997, cursó estudios superiores de derecho en la Universidad Privada de Tacna en la ciudad de Tacna.

## Vida Política
Su primera participación política se dio en las elecciones municipales de 1989 cuando fue candidato a una regiduría de la provincia de Mariscal Nieto si éxito. Fue elegido para ese cargo en las elecciones municipales de 1993. En las elecciones municipales de 1993 tentó su elección como alcalde provincial de Mariscal Nieto siendo esta su última postulación como miembro del Partido Popular Cristiano. En las elecciones municipales de 1998 fue elegido como alcalde distrital de Torata por el movimiento Contigo Moquegua y luego participó en las elecciones regionales del 2014 como candidato del Partido Humanista Peruano a la presidencia del Gobierno Regional de Moquegua sin éxito. Intentó postular al Congreso en las elecciones parlamentarias extraordinarias del 2020 por Juntos por el Perú pero fue excluido por el Jurado Nacional de Elecciones.

## Controversias
El año 2000 fue condenado por el delito de abuso de autoridad.